# Valwindcentrale
Een valwindcentrale is een ontwerp, bedacht door Dr. Phillip Carlson, dat energie op kan wekken door in droge lucht op grote hoogte water te laten verdampen waardoor de afgekoelde lucht met grote snelheid naar beneden valt en zo een kunstmatige valwind opwekt welke middels turbines omgezet kan worden in elektriciteit. In 2014 presenteerde Solar Wind Energy Inc. een plan om in de woestijn van Arizona een valwindtoren te bouwen van 685 meter hoog. Hoewel de energiebron van een valwindcentrale de zon is, werkt een valwindcentrale ook 's nachts.
Een valwindcentrale doet dus het tegenovergestelde van een zonnetoren, waarvan de werking gebaseerd is de stijging van lucht door een toren welke op de grond door de zon is opgewarmd en, in het geval van overdag opwarmen van water of gesmolten zout, ook 's nachts kan werken.
Een valwindcentrale maakt gebruik van het zelfde natuurkundig verschijnsel welke verantwoordelijk kan zijn voor vliegrampen en stormschaden 